# C/1845 L1
 C/1845 L1 lub Wielka Kometa Czerwcowa 1845 – kometa najprawdopodobniej jednopojawieniowa, którą można było obserwować gołym okiem w 1845 roku.

## Odkrycie komety i jej orbita
Kometa została zaobserwowana po raz pierwszy 2 czerwca 1845 r. przez wielu obserwatorów.
C/1845 L1 porusza się po orbicie w kształcie zbliżonym do paraboli o mimośrodzie 1. Peryhelium jej znajdowało się w odległości 0,4 j.a. od Słońca. Nachylenie jej orbity do ekliptyki wynosi 131˚.
Obiekt ten pochodzi prawdopodobnie spoza Układu Słonecznego, gdyż nie udało się wyliczyć aphelium jego orbity, co sugeruje, iż wpadł on jedynie raz w okolice Słońca i przechodząc w jego pobliżu, oddalił się następnie w przestrzeń międzygwiazdową.